# Skogsälv

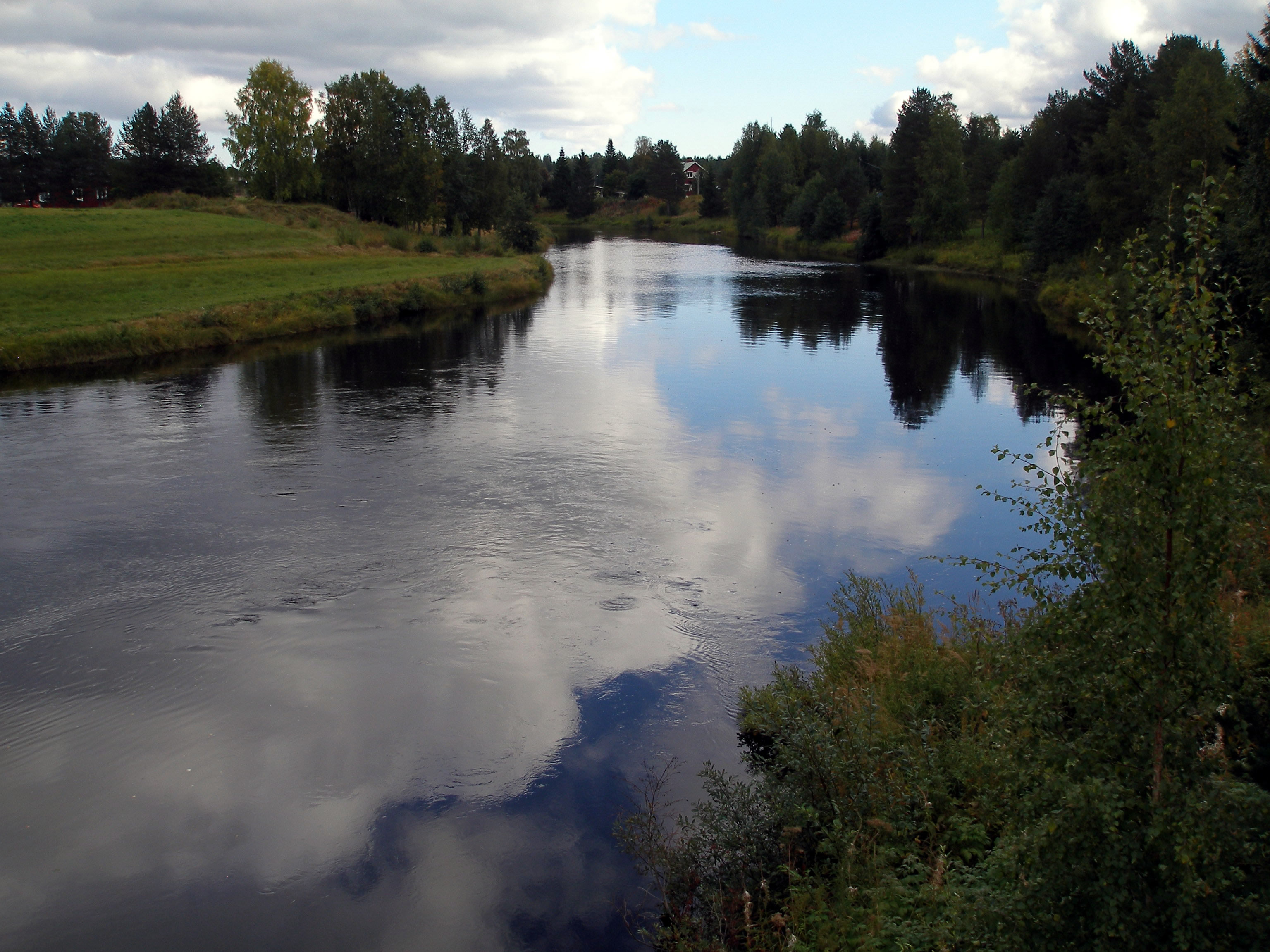
Åbyälven, en skogsälv i Lappland.

En skogsälv är ett vattendrag som är någorlunda stort men som inte har sina källor i fjällkedjan. Benämningen är vanlig i Norrland, förekommer i Svealand men kan knappast användas om vattendrag i Götaland. Några av de största norrländska skogsälvarna är (från söder till norr) Gideälven, Lögdeälven, Öreälven, Byskeälven, Råneälven och Sangis älv. Termen kan också användas om stora älvars biflöden som inte har sina källor i fjällkedjan, till exempel Voxnan (biflöde till Ljusnan), Malån (biflöde till Skellefte älv) och Varjisån (biflöde till Pite älv).
En skogsälv har sina källflöden i ett skogslandskap och har därför en sammanhållen vårflodstopp.
En älv som har sina källor i fjällkedjan kallas helt enkelt fjällälv. En fjällälv har vanligen två tydliga vårflödestoppar, en först för "hemfloden" och därefter en topp för "fjällfloden". När dessa av väderutveckling, med kall sen vår och sedan med en stark värmeperiod utbredd över hela älvsträckan, då uppstår en sammanhållen vårflod, med resultat de största och extrema vårflödena.